# لیگپلات
لیگپلات (انگلیسی: LIGPLOT) در بیوانفورماتیک نام یک برنامهٔ کامپیوتری است که تصاویر شِماتیک دو بعدی از کمپلکس پروتئین-لیگاند را با استفاده از بانک داده پروتئین تهیه می‌کند.